# Сукремль (Жиздринский район)
Сукремль — деревня в Жиздринском районе Калужской области Российской Федерации.

## Этимология названия
Название предположительно происходит от наличия крупных кусков кремня в местных почвах. Как слова «су-песь», «су-глинок» означают песчаную или глинистую почву, так и "су-кремень" означает кремнистую.
Также существует другое предположение, что название Сукремль является упрощённым вариантом старого «Суккремель». Старое название происходит от 2 слов : «сук» и "кремень. «Сук» появилось из-за того, что изначально деревня находилась на опушке, и местные деревья отличались сучковатостью. «Кремень» объясняется известной особенностью местной почвы — наличие крупных кусков кремня с патиной. Однако данная точка зрения является спорной между местными жителями. Всеми подтверждается то, что название было образовано от месторождения кремнезёма.
В 30-40-е годы 20 века деревня называлась «Сукременья».

## История
Поселение основано в 1890 году семьями Кавардаковых, Мишиных, Симуниных и Кузавковых у истока реки Сукременя путём выделения государством земельных участков для аграрного производства и жительства. Все жители являлись бывшими жителями села Огорь.
Деревня располагалась у самого болотного верховья реки Сукременя, у ныне заболоченного родника — истока реки в лесу. Было организовано несколько лесных вырубок.
Позже, в начале 20 века хозяйства располагались на нынешней восточной части деревни и восточном побережьи реки.
Во время ВОВ была оккупирована немецкими войсками и уничтожена.
Позже деревня была повторно отстроена восточнее.
Во время существования СССР на восточной оконечности деревни был основан совхоз, закрывшийся в 1970-х годах за недостатком рабочих.
На настоящий момент сельское хозяйство находится в упадке. В деревне находится несколько малых хозяйств и множество малых пасек.

## Население
| 1913 | 2002 | 2010 |
| ---- | ---- | ---- |
| 140  | ↘26  | ↘12  |

В «Списке населенных мест Калужской губернии» за 1914 год деревня Сукремль значилась как Сукремльские выселки Огорской волости Жиздринского уезда. В деревне проживало 140 человек — 70 мужчин и 70 женщин.
По состоянию с 2015 года большая часть хозяйств жилая лишь в летнее время из-за невозможности качественного проживания и понижения уровня грунтовых вод.

## Транспорт
До деревни можно добраться на автомобиле или пешком от ближайшей железнодорожной станции 344 км.
Передвижение по населённому пункту пешее или на личном транспорте.

## Геология
Почва представлена дёрном, суглинками и глинами. На глубине от 0,5 м и более залегает мелово-мергелевый пласт с включениями кусков полупрозрачного чёрного Фтанита с белой, твёрдой и хрупкой патиной неясного происхождения и окаменелостей.

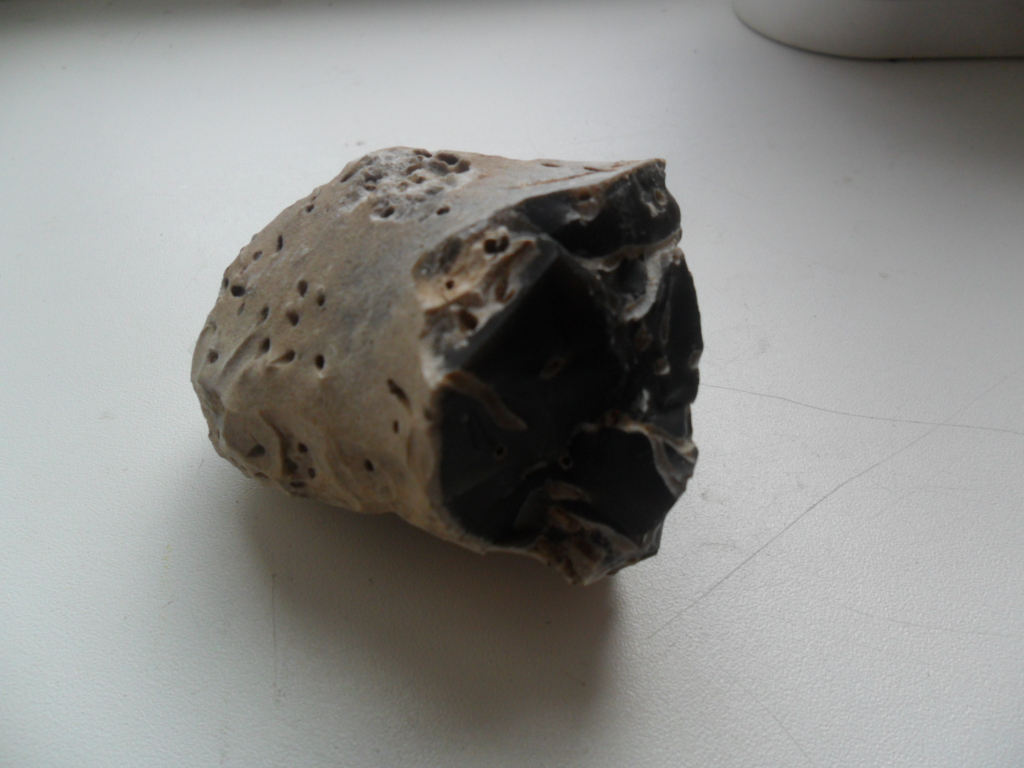
Фрагмент сукремльского кремня